# Heartsrevolution
Heartsrevolution est un groupe de rock électronique américain.

## Histoire
Le groupe est composé de Leyla Safai et Ben Pollock. Leyla Safai est originaire de Los Angeles, en Californie, tandis que Ben Pollock est originaire de Détroit, dans le Michigan. Ils se sont rencontrés lorsqu'ils travaillaient au Standard Hotel (en) de Los Angeles,.
Le groupe se fait connaître en 2007 et 2008 avec la sortie de deux titres, Ultraviolence sortis en single sur le label Kitsuné et CYOA! (pour Choose Your Own Adventure) sortis en version EP sur le label Iheartcomix.
Le groupe sort son premier album studio Ride or Die en 2014 sur le label Kitsuné.

## Discographie

### Albums
- Ride or Die (2014)

### EPs
- CYOA! (2007)
- Switchblade EP (2008)
- Hearts Japan EP (2009)
- Ride or Die EP (2013)
- Revolution Rising (2017)

### Mixtapes
- Are We Having Fun Yet? (2011)
- Revolution Rising (2013)

### Singles
- Ultraviolence (2008)